# Михалёво (Воскресенский район)
Михалёво — село в Воскресенском муниципальном районе Московской области. Входит в состав городского поселения Белоозёрский. Население — 464 чел. (2010).

## География
Село Михалёво расположено в северо-западной части Воскресенского района, примерно в 19 км к северо-западу от города Воскресенск. Высота над уровнем моря 111 м. В 0,5 км к югу от села протекает река Москва. В селе 6 улиц, приписано 1 СНТ. Ближайшие населённые пункты — село Юрасово и рабочий посёлок Белоозёрский.

## История
В 1796 году по указу Императора Павла I территория, на которой сейчас находится Михалево, передано придворному лейб-медику И. Ф. Беку, который, выйдя в отставку вскоре после убийства Павла I, принялся обустраивать вновь приобретённое владение.
В 1926 году село являлось центром Михалевского сельсовета Михалевской волости Бронницкого уезда Московской губернии.
С 1929 года — населённый пункт в составе Ашитковского района Коломенского округа Московской области, с 1930-го, в связи с упразднением округа и переименованием района, — в составе Виноградовского района Московской области. В 1957 году, после того как был упразднён Виноградовский район, село было передано в Воскресенский район.
До муниципальной реформы 2006 года Михалёво входило в состав Михалёвского сельского округа Воскресенского района.

## Население
В 1926 году в селе проживало 842 человека (387 мужчин, 455 женщин), насчитывалось 167 хозяйств, из которых 164 было крестьянских. По переписи 2002 года — 345 человек (151 мужчина, 194 женщины).
| 1926 | 2002 | 2010 |
| ---- | ---- | ---- |
| 842  | ↘345 | ↗464 |

## Достопримечательности

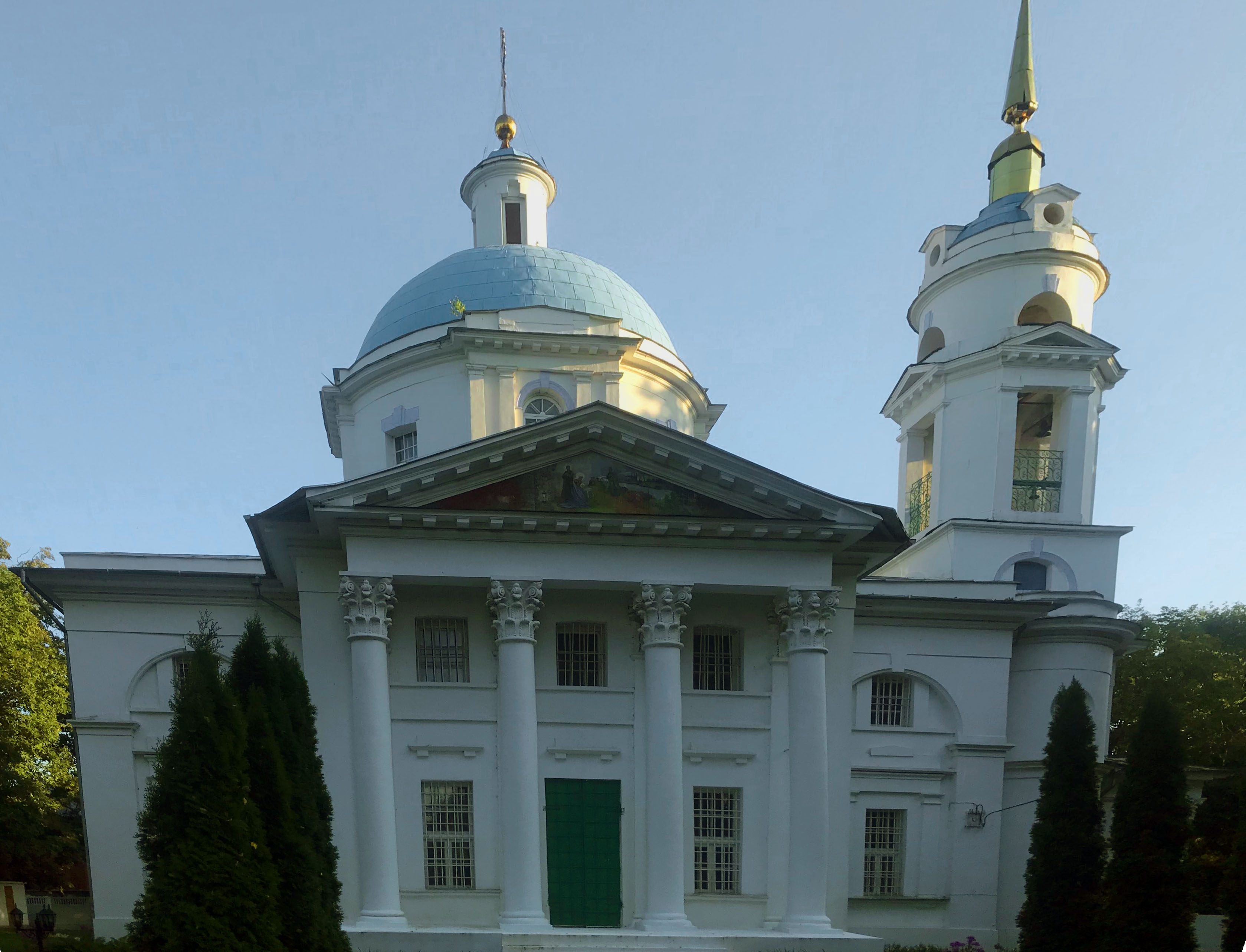
Внешний вид церкви в 2021 году

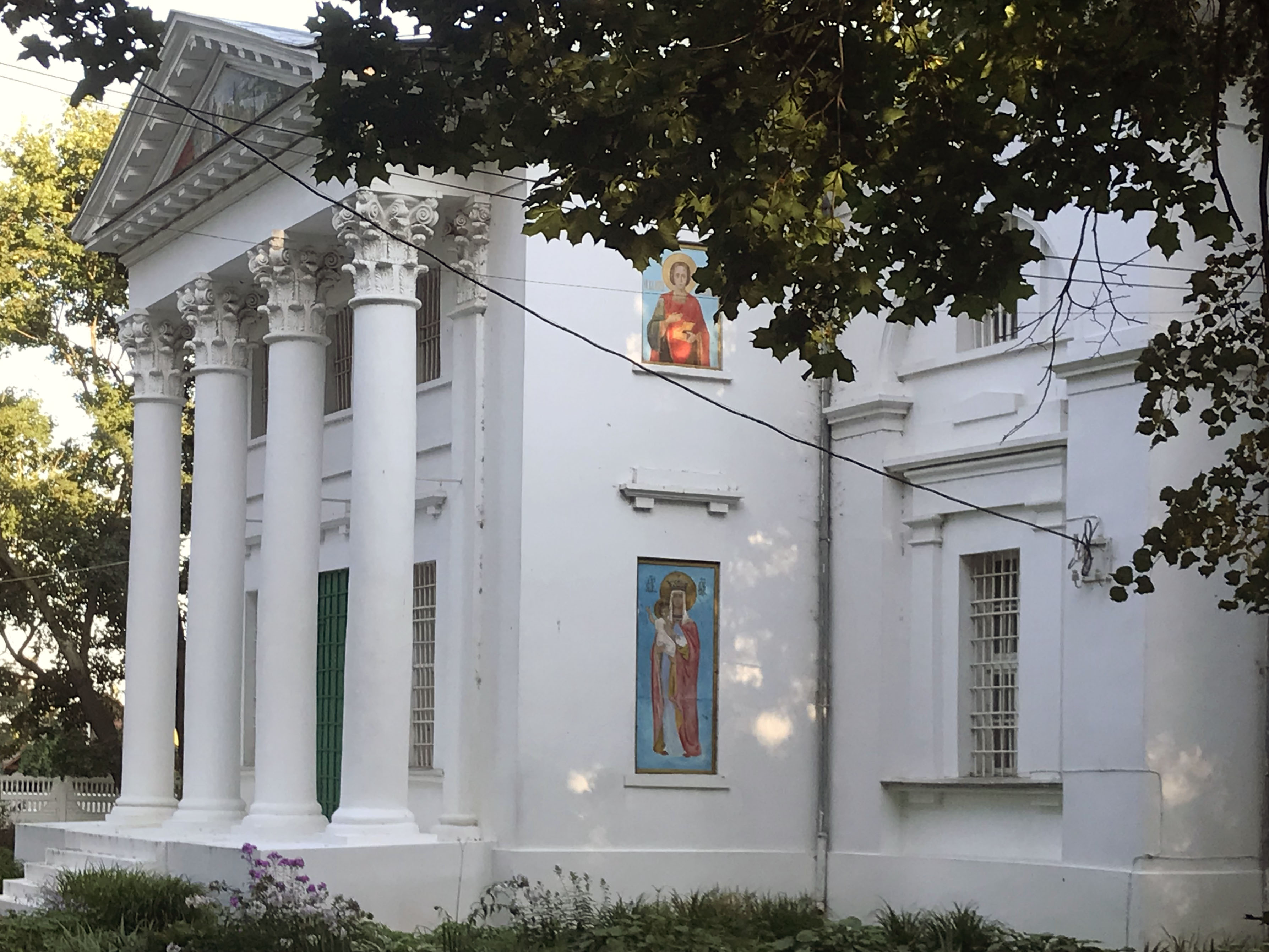
Фрагмент портика церкви

В 1818 году под руководством владельца села А. И. Бека (сына И. Ф. Бека, умершего в 1811 году) начато строительство каменного храма в честь Рождества Христова. Существует мнение, что храм строился по его собственному проекту, однако, более вероятной представляется версия, что проект храма был подготовлен кем-то из учеников М. Ф. Казакова, о чём говорит высокий художественный уровень постройки. В пользу этой версии говорит и то, что архитектурно церковь крайне похожа на храм Великомученицы Варвары в Москве, который был построен по проекту Р. Р. Казакова и сильно пострадал при московском пожаре 1812 года. Существует предположение, что А. И. Бек построил в своем имении точную копию пострадавшей церкви.
Церковь решена в стиле высокого классицизма, построена из кирпича, оштукатурена, имеет белокаменные детали. В плане церковь крестообразна. Отличительными особенностями церкви являются пышный портик о четырёх колоннах коринфского ордера, подкупольный барабан со световыми окошками, купол с небольшой главкой, а также трехъярусная колокольня, объединённая в единый объём с храмом.
Строительство было завершено в 1821 году, храм был освещен в честь Рождества Христова, пределы — в честь Александра Невского, а также Косьмы и Дамиана.
В 1930-е годы церковь была закрыта, в её помещении был размещён склад удобрений. В 1991 году церковь была возвращена Русской православной церкви, начаты реставрационные работы. Церковь возобновила работу в 2006 году.